# Kuleönü, Isparta
Kuleönü là một thị trấn thuộc thành phố Isparta, tỉnh Isparta, Thổ Nhĩ Kỳ. Dân số thời điểm năm 2011 là 2.326 người.